# Pierre Julien Eymard

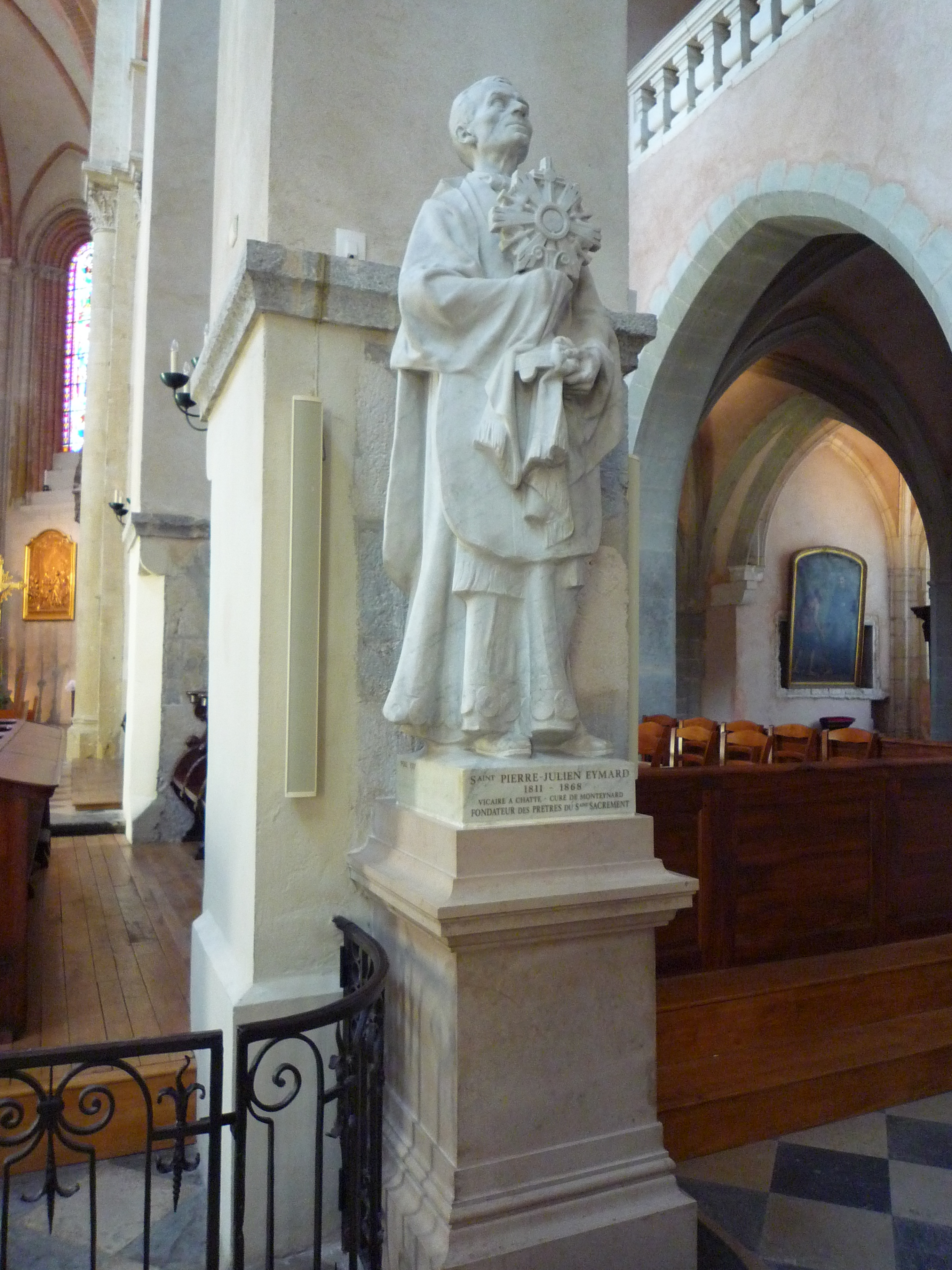
Statue von Pierre Julien Eymard in der Kathedrale von Grenoble.

Pierre Julien Eymard (* 4. Februar 1811 in La Mure; † 1. August 1868 ebenda) war ein katholischer Priester und Ordensgründer. Er wurde am 9. Dezember 1962 von Papst Johannes XXIII. heiliggesprochen.

## Leben

### Kindheit und Jugend
Pierre-Julien Eymard wuchs in La Mure (40 km südlich Grenoble) auf. Er stammte aus bescheidenen Verhältnissen, sein Vater betrieb einen kleinen Handel mit Olivenöl. Im Mai 1822 wurde er von Bischof Claude Simon (1744–1825) gefirmt und empfing am 16. März 1823 die erste heilige Kommunion, zu deren Vorbereitung er im Alter von 11 Jahren zu Fuß und unterwegs bettelnd den in 80 km Entfernung angesiedelten Wallfahrtsort Notre-Dame du Laus besucht hatte. Als sein Wunsch, Priester zu werden, auf die strikte Weigerung des Vaters stieß, der ihn als Gehilfen brauchte, begab er sich abermals nach Laus, wo ihm der Oblat Jean-Joseph Touche (* 1794) riet, Latein zu lernen. Das gelang ihm teils im Selbststudium, teils als von der Gemeinde unterstützter Schüler. Weiteren Unterricht bekam er vom Geistlichen eines Armenhauses bei Grenoble, wo er mit schockierenden Zuständen konfrontiert wurde.

### Über die Oblaten zum Priestertum
Nach dem Tod seiner Mutter im August 1828 gelang es im Mai 1829 Joseph Hippolyte Guibert, dem späteren Erzbischof von Paris, anlässlich einer Mission der Oblaten in La Mure den Vater umzustimmen. Am 7. Juni 1829 wurde er in Marseille als Oblatennovize eingekleidet. Sein Novizenmeister war Joseph-Eugène-Bruno Guigues (1805–1874), später erster Bischof von Ottawa. In Marseille entdeckte er seine Berufung zur Eucharistie, überarbeitete sich jedoch, wurde krank und musste im November 1829 heimkehren. Seine Genesung dauerte bis Ende 1830. Im März 1831 starb sein Vater. Nunmehr frei und auf der Suche nach einer Eintrittsmöglichkeit in das Priesterseminar Grenoble, traf er im September 1831 zufällig auf Eugen von Mazenod, der ihn von Marseille her kannte. Mit Mazenods Hilfe wurde er in Grenoble Seminarist und Schüler von Pierre-Joseph Rousselot (1785–1865). Die Priesterweihe erfolgte am 20. Juli 1834.

### Maristenpater
Nach Primizmessen in Notre-Dame-de-l’Osier (bei den dortigen Oblaten, die jedoch einen Beitritt ablehnten) und in La Mure wurde Eymard Vikar in Chatte bei Saint-Marcellin (Isère). Dort betrieb er theologisches Selbststudium und wurde im Juni 1835 Tertiärer (Mitglied des Dritten Ordens) der Kapuziner von Romans-sur-Isère. Eine besonders enge Beziehung entwickelte er zum Kalvarienberg von Saint-Romans, den er seinen „mystischen Hügel“ nannte. Ab 1837 war er Pfarrer von Monteynard (unweit von La Mure), wo er als Ausnahmeerscheinung geschätzt wurde. Dank seiner andauernden Verbindungen zu den Oblaten erfuhr er 1838 von den in Lyon gegründeten Maristenpatres und verließ im August 1839 ohne Vorankündigung seine Pfarrstelle, um Marist zu werden. Am 16. Februar 1840 legte er Profess ab und wurde für knapp 5 Jahre (als Nachfolger von Pierre Chanel) geistlicher Leiter des Maristenkollegs in Belley. Dort wirkte er mit solchem Erfolg, dass der Maristenobere Jean-Claude Colin ihn 1845 zum Provinzialoberen und Visitator machte. Von da an war er ständig neben Colin in der Leitung der Kongregation.

### Der Ruf zur Gründung
Ab 1850 verdichteten sich für Eymard die Anzeichen für die Notwendigkeit einer Kongregationsgründung im Dienste der Eucharistie. Marie-Therese vom Herzen Jesu, Pariser Gründerin der Schwestern von der Sühneanbetung, kam nach Lyon, um mit dem ihr wohlwollend gegenüberstehenden Erzbischof De Bonald und mit den Maristen mögliche Initiativen zu besprechen. Eymard selbst hatte am 21. Januar 1851 in Fourvières und am 18. April 1853 in La Seyne-sur-Mer, wo er von 1851 bis 1855 zum Oberen der dortigen Maristen ernannt worden war, mystische Erlebnisse, die ihn antrieben, eine eigene Kongregation zu gründen. Er übernahm in Toulon die Betreuung des von Raymond de Cuers (1809–1871) gegründeten Werks der täglichen und nächtlichen Anbetung und fand in dem pensionierten Fregattenkapitän, der 1855 zum Priester geweiht wurde, einen Mitstreiter.

### Die Gründung der Eucharistinerkongregation

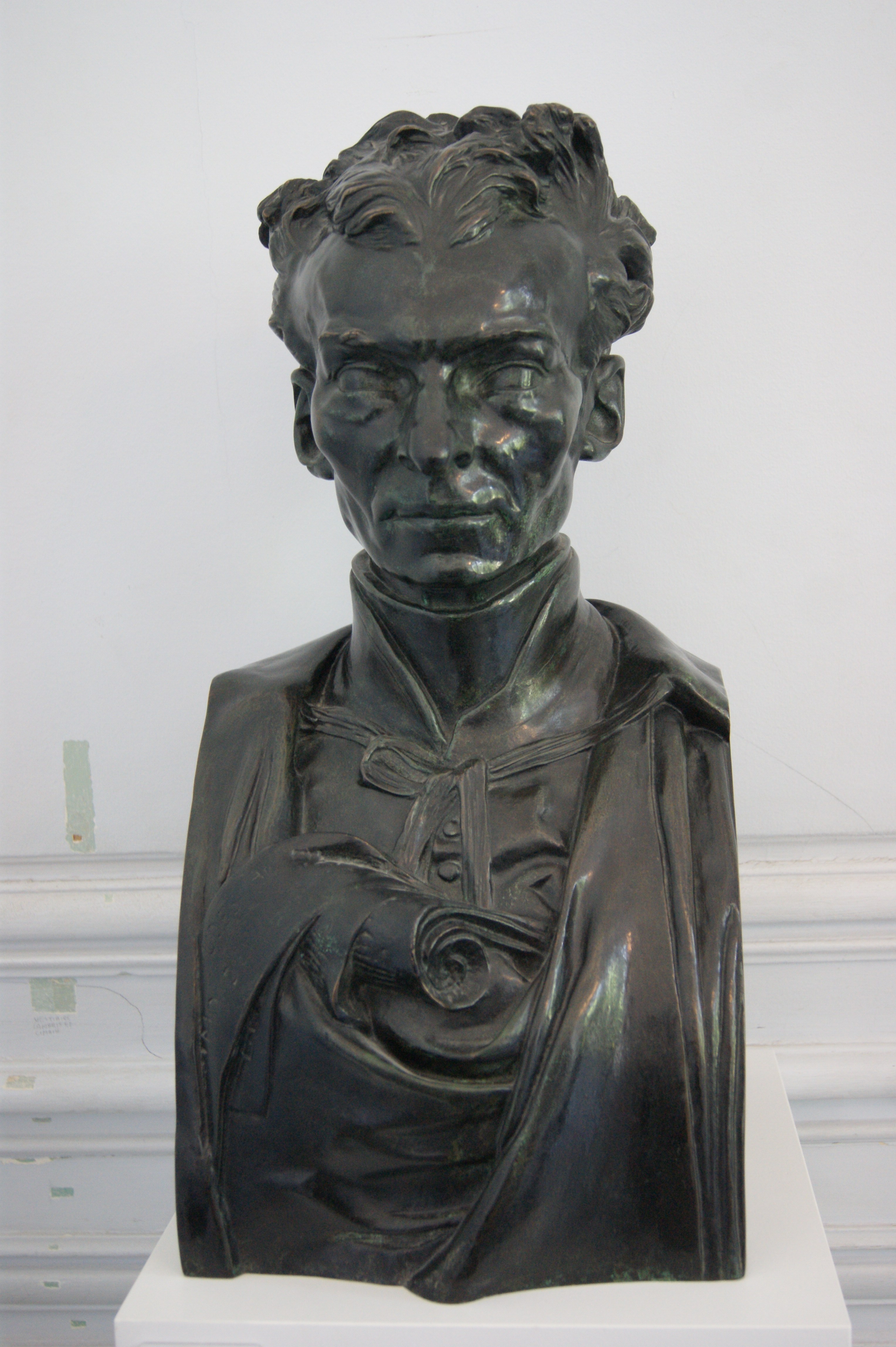
Pierre-Julien Eymard im Musée Rodin

Am 22. April 1856 wurde er von dem neuen Maristenoberen Julien Favre (1812–1881) von seinem Ordensgelübde entbunden. In Paris erreichte er die Zustimmung von Erzbischof Sibour, legte die letzte Hand an ein Regelwerk und begann zusammen mit De Cuers das Ordensleben, anfänglich in der Rue de l’Enfer, ab dem 4. April 1858 in der Rue du Faubourg-Saint-Jacques. Am 5. Januar 1859 erreichte Eymard in Rom von Papst Pius IX. die vorläufige Zustimmung. Am 2. März des gleichen Jahres legten er, De Cuers und Armand Cyr Champion (1820–1890) die erste Profess ab. Noch im selben Jahr wurde das Noviziat und in Marseille unter De Cuers ein zweiter Konvent eröffnet. 1862 kam eine Niederlassung in Angers hinzu. Der Papst approbierte die Gemeinschaft am 3. Juni 1862. Weihnachten 1862 wurde Auguste Rodin eingekleidet, fertigte eine Büste des Ordensgründers und wurde von ihm bewogen, im Mai 1863 wieder auszutreten, um seinem Künstlertum zu dienen. 1864 schloss Eymard die endgültige Fassung der Ordensstatuten ab.

### Letzte Jahre und Tod

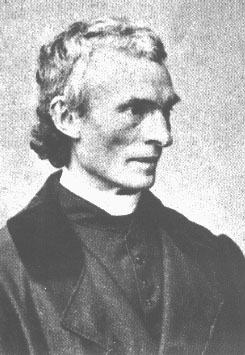
Pierre-Julien Eymard

Die 1858 von ihm zusammen mit Marguerite Guillot gegründeten Dienerinnen des Allerheiligsten Altarsakraments wechselten 1864 aus der Nachbarschaft der männlichen Eucharistiner nach Angers. Eymards ein Jahr lang verfolgter Versuch, den Abendmahlssaal von Jerusalem zurückzukaufen, scheiterte im März 1865. Es gelangen ihm noch zwei Gründungen in Brüssel (1866–1873 und 1867) sowie in Saint-Maurice-Montcouronne (mit Noviziat), dann starb er 1868 im Alter von 57 Jahren an Erschöpfung. Er wurde unter großer Anteilnahme der Bevölkerung in La Mure bestattet. 1877 wurde der Leichnam nach Paris überführt (heute Maison Eymard, Avenue de Friedland Nr. 23).